# Барракуда (Marvel Comics)
Барракуда (англ. Barracuda) — персонаж комиксов издательства Marvel Comics.

## История публикации
Первое появление персонажа произошло в The Punisher Vol. 7, #31 (май 2006), его создателями выступили Гарт Эннис и художник Горан Павлов.
В ходе панельного выступления на комиксовом конвенте в Филадельфии Wizard World Эннис назвал песню Stagger Lee о «большом страшном человеке и ужасных вещах, которые он делает людям» основой, на которой и был создан Барракуда.
Барракуда был представлен в сюжетной арке, длившейся с #31 по #36 выпуск The Punisher Vol. 7. Изначально это должно было стать его единственным появлением, но по настоянию редактора Эннис сохранил жизнь персонажу. Позже Барракуда попал в состоявшую из пяти выпусков минисерию The Punisher Presents: Barracuda, смерть настигла его в длившейся с 50 по 54 номера сюжетной линии The Punisher Vol. 7. С 10 по 12 номера Fury: MAX Vol. 1 Барракуда появлялся во флэшбеках, посвящённых его жизни в Южной Америке в 1980-х годах.

## Биография
Барракуда родился в городе Бойнтон-Бич в семье афроамериканца и мулатки, вырос в Бока-Ратон. В ходе второй мировой войны отец проходил службу в 827th Tank Destroyer Battalion. В дальнейшем отец, ставший алкоголиком, покинул семью, перед уходом поджарив руку Барракуды на гриле. Одно время Барракуда заботился о младшем брате (впоследствии умер) и сестре (стала проституткой и наркоманкой).
В ходе школьной драки выдавил своему противнику глаза, во время пребывания в исправительном центре для несовершеннолетних смог кастрировать потенциального нападавшего. После этого был рекрутирован американской армией, в 1980-х гг. в качестве зелёного берета помогал ЦРУ в установлении в Южной Америке диктаторского режима Леопольда Луны. Помимо этого Барракуда принимал участие в организованных контрас и ЦРУ поставках кокаина из Никарагуа в США, а также подавлял сопротивление местных крестьян; расследовавшему эти события полковнику Нику Фьюри он намекнул, что из этого ничего не выйдет из-за нежелания Конгресса и ЦРУ сдавать многих людей. После этого в Центральной Америке команда дезертировала, через пять лет Фьюри выследил и напал на Барракуду. Согласно воспоминаниям последнего, в ходе миссии в Африке он занимался каннибализмом.
После ухода с воинской службы, Барракуда стал опасным бандитом Однажды был задержан на месте массовой бойни преступников, где нюхал кокаиновые дорожки с нескольких голов убитых. После проведения изрядного количества времени в тюрьме стал работать на CEO корпорации Dynaco Гарри Эббинга.

### Борьба с Карателем
Спустя годы Гарри Эббинг нанимает его для убийства Карателя, ведущего расследование деятельности Dynaco. Топ-менеджер планирует саботировать электросеть Флориды для получения прибыли, но Каратель хочет предотвратить гибель многих невинных людей.
Во время битвы Барракуда побеждает героя, хоть и теряет глаз и пальцы правой руки. Он вывозит побеждённого в море для корма местным акулам, но Карателю в тайне удаётся выжить. В дальнейшем наёмник принимает активное участие в деятельности Dynaco и становится доверенным человеком Эббинга. В финальной битве Каратель топит корабль с руководством корпорации, которых съедают акулы, выживают только он и Барракуда.

### Long, Cold Dark
После неудачной борьбы с карателем, барракуда просит своего друга, змея Сержа, вживить ему ДНК большой барракуды. Он мутирует, превращаясь в гигантскую барракуду-монстра. Его оружием становится сверхскорость, выносливость, и острые плавники, с легкостью режущие плоть.

## Другие появления

### Eminem/The Punisher
Является персонажем вышедшего в июне 2009 года комикса «Eminem/Punisher: Kill You», созданного Фрэдом ван Ленте и художником Сальвадором Ларокка. По сюжету был нанят Parents Music Resource Center для убийства рэппера Эминема, с которым дружил в детстве.

### Marvel Noir
В Punisher Noir Барракуда работает на гангстера Бампи Джонсона в эпоху сухого закона, занимаясь уничтожением ночных клубов конкурентов. Вместе с Джигсо и Русским был нанят для убийства бакалейщика Фрэнка Кастильоне, бросившего вызов голландцу Шульцу. Годы спустя был убит на Кони-Айленд его сыном Фрэнком, ставшим Карателем.

### Space: Punisher
В этой версии Барракуда является водным инопланетянином и наркоторговцем, связанным с Рукой.

## Игры
Является персонажем в игре The Punisher: No Mercy, вышедшей в 2009 году.